# Governo responsável
Governo responsável é uma concepção de um sistema de governo que consagra o princípio da responsabilização parlamentar, que é a fundação do sistema Westminster de democracia parlamentar.